# Bréb

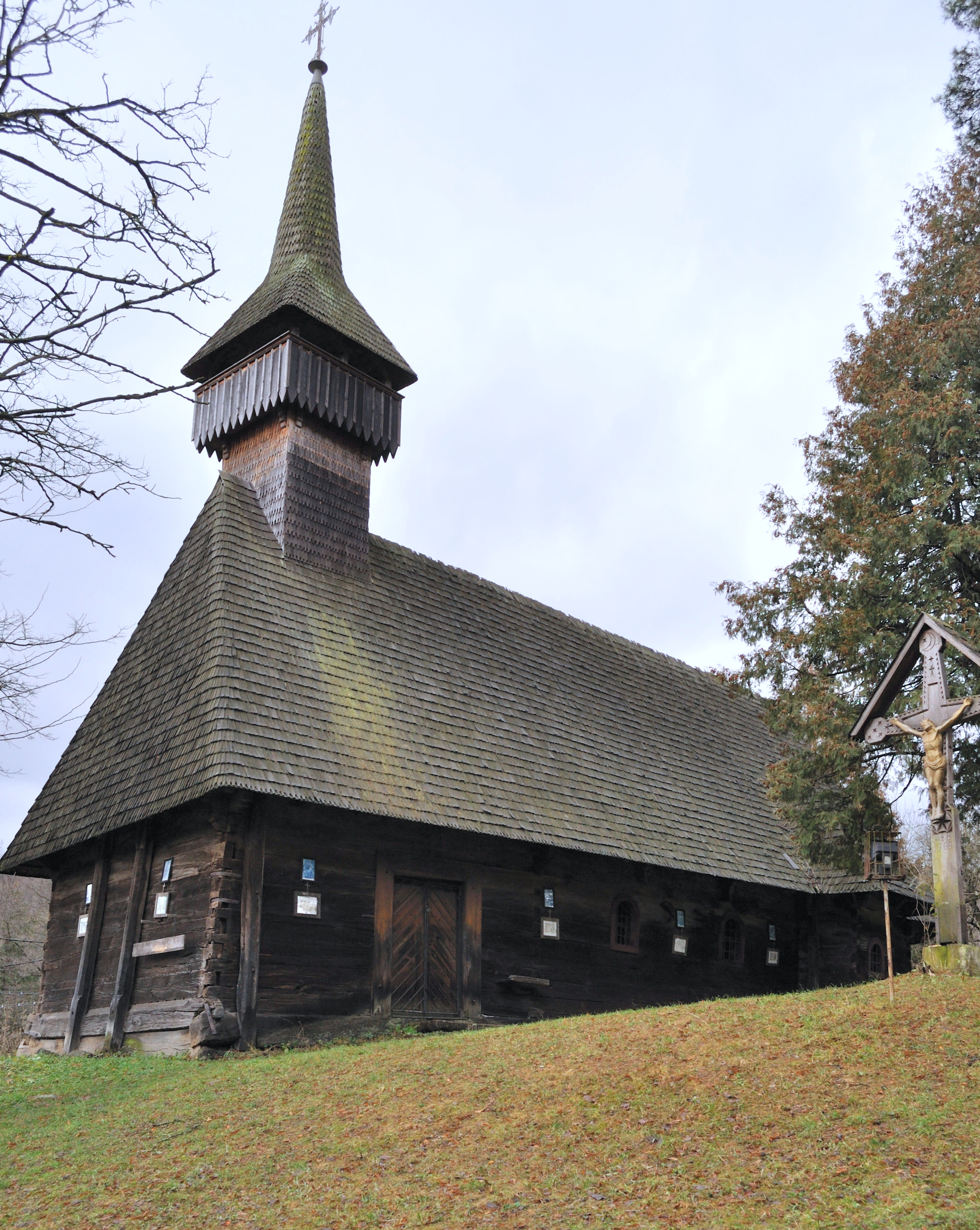
A fatemplom

Bréb (románul: Breb, jiddisül שוגאטאג) falu Romániában, a történeti Máramarosban, Máramaros megyében.

## Fekvése
A Gutin-hegység lábánál, Máramarosszigettől 22 km-re délre fekszik.

## Nevének eredete
Neve a román breb ('hód') szóból való. Először 1360-ban, magyaros formában említették: Hatpatokfalua ('Hód-patak falva'). Mai nevére az első adat 1705-ből való (Brébb).

## Története
1360-ban Gyula fia Drágus kenéz kapta a falut Nagy Lajos királytól. Részben román kisnemesek, részben távol élő magyar nemesek román jobbágyai lakták. A 18. század végén lakóinak fő kereseti forrása a szénégetés volt. Az Olga-forrás kénes-szulfátos vizét a falusiak már évszázadok óta mozgásszervi betegségek gyógyítására használták. 1846-ban Gheorghe Alexi falusugatagi kovács épített rá fürdőházat, amelyet Szőllősy Balázs vármegyei alispán 1861 és 1866 között 30 szobás gyógyszállóvá bővített. Ezt a 20. század első feléig a nyári hónapokban évente 3–400 fürdővendég vette igénybe.
1973-tól Claude Karnoouh, neves francia antropológus végzett terepmunkát a faluban. 2004-ben Károly walesi herceg látogatta meg és vásárolt itt három fa parasztházat.

## Népessége
- 1838-ban 743 görögkatolikus és 36 zsidó vallású lakosa volt.[3]
- 1900-ban 1531 lakosából 1341 volt görögkatolikus vallású román, 190 jiddis anyanyelvű zsidó.
- 2002-ben 1184 lakosából 1182 volt román nemzetiségű; 1010 ortodox és 131 görögkatolikus vallású.

## Látnivalók
- Ortodox fatemplomát 1531 előtt építették egy közeli faluban. Miután a falu elpusztult, 1600 körül ide hozták át. Először 1626-ban festették ki, ennek a festésnek még látszanak részletei. 1868-ban újrafestették.
- Népi építészet. Parókiaépület (18. század). Faházak, faragott fakapuk, temető, két ványoló, malom, pálinkafőző, kovácsműhely.
- Népművészet. Petru Pop fafaragó műhelye. Parasztingek.
- 1984-ben kéttornyú, meglepő külsejű ortodox kőtemplomot építettek.
- Zsidó temető.[4]
- A 825 m tszf-i magasságban, a Gutin alatt található, védett Brébi-tó (Tăul Morărenilor) egy földcsuszamlásnak köszönhetően jött létre. Környékének növényritkaságai a kereklevelű harmatfű, a fekete varjúbogyó és a vidrafű.[5]

## Képek

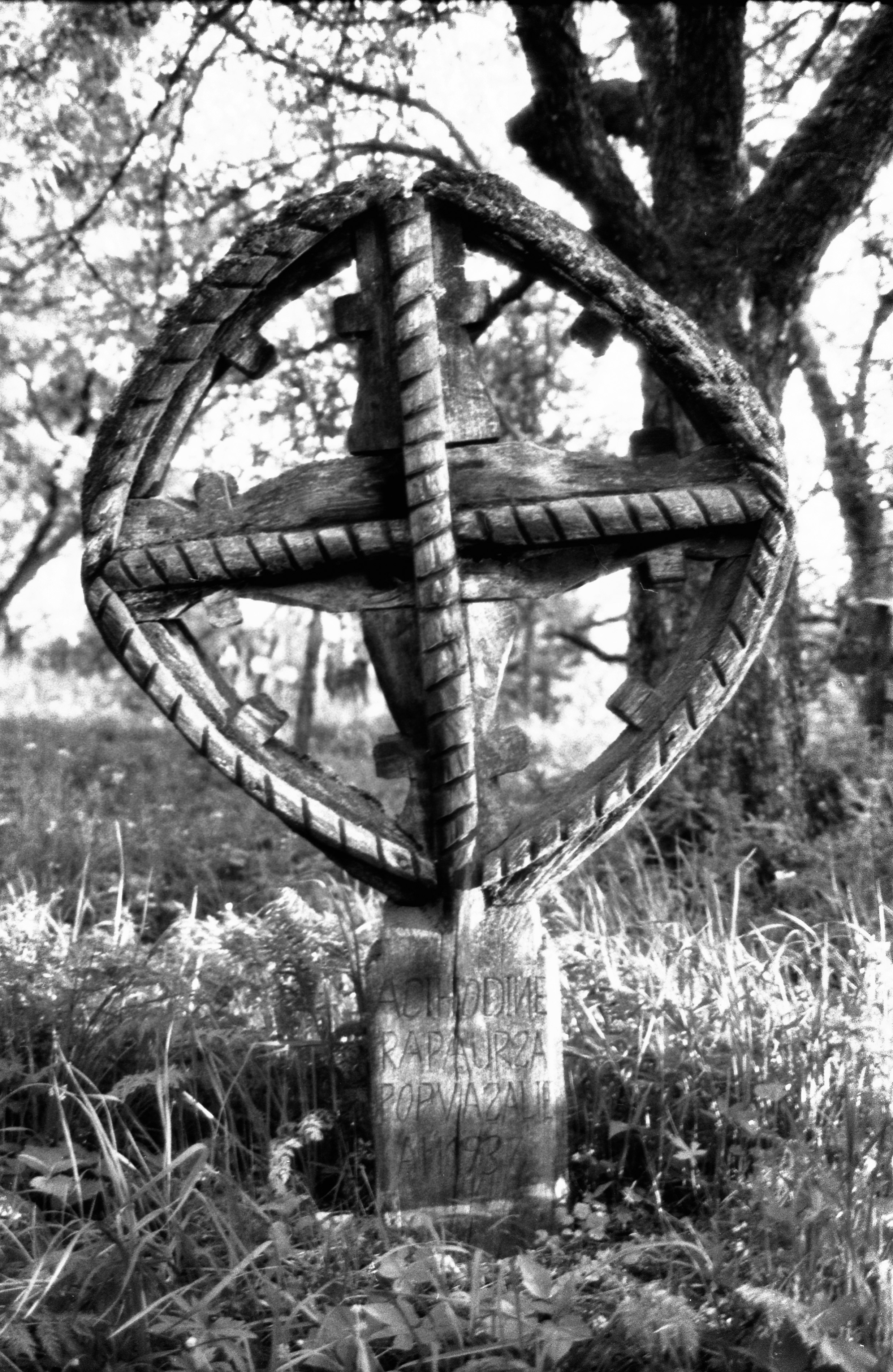
Fakeresztek
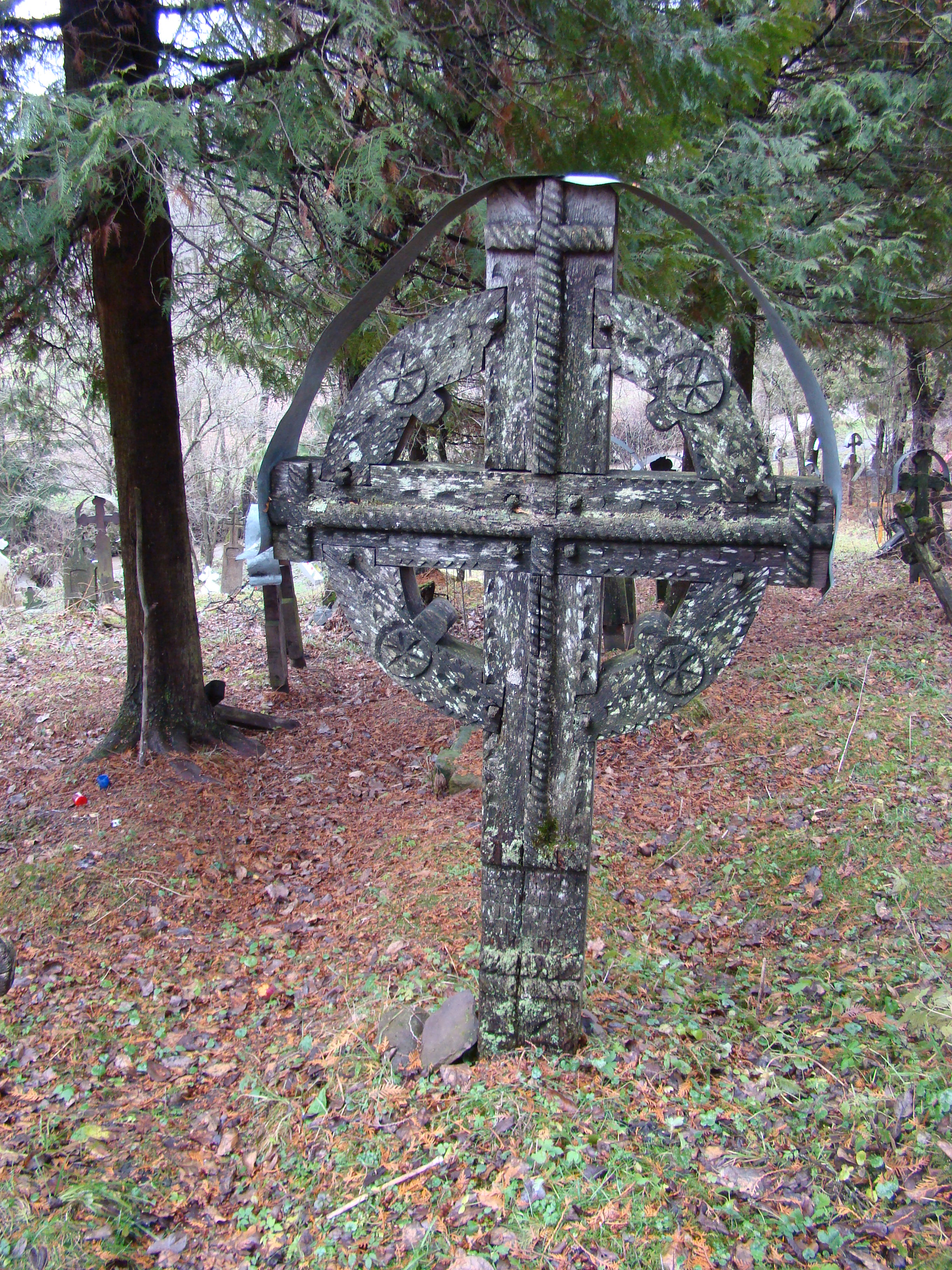
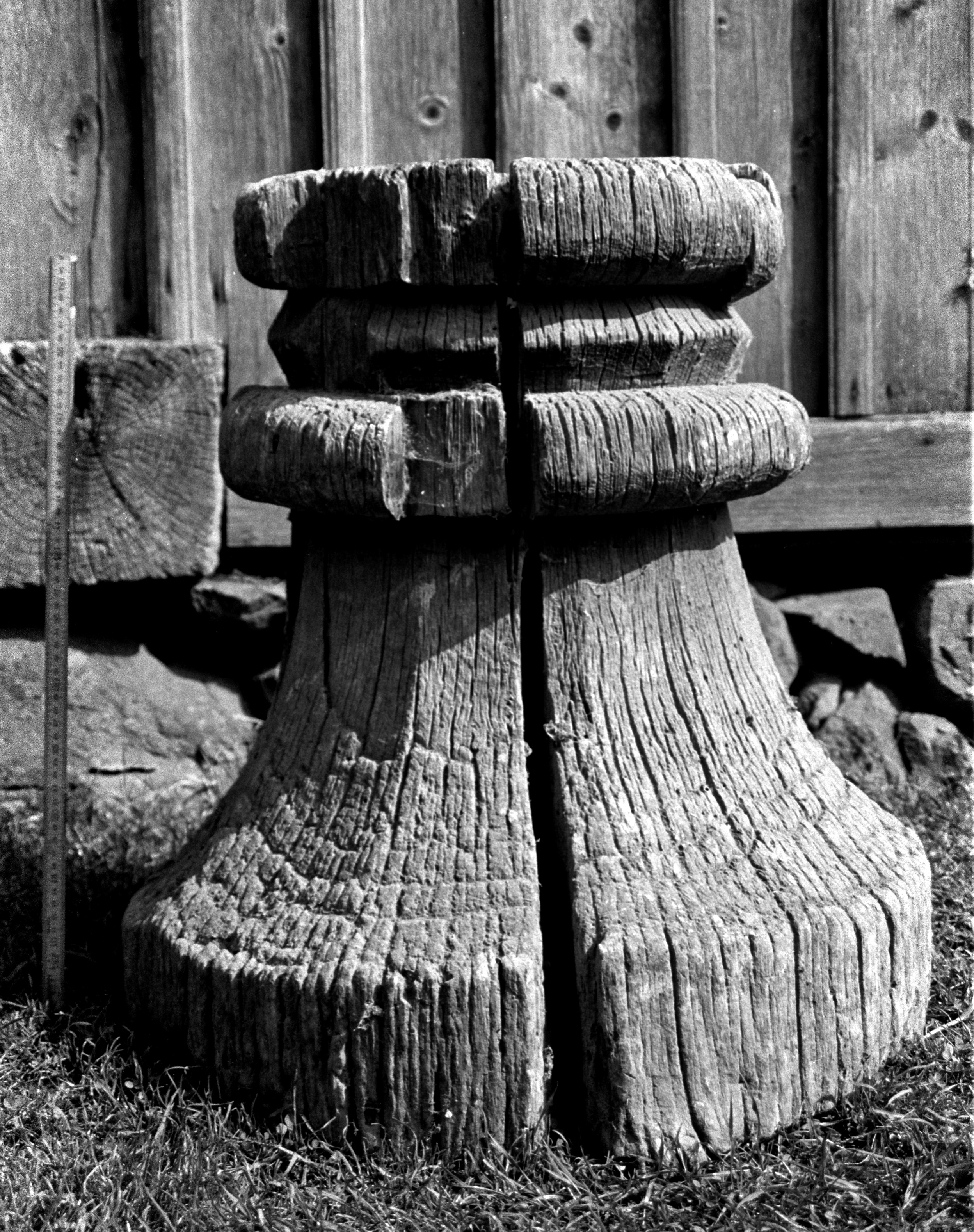
Az oltárasztal lábazata 1622-ből